# Kona (Pilimpikou)
Pour les articles homonymes, voir Kona.
Kona, parfois appelée Konan, est une commune rurale située dans le département de Pilimpikou de la province du Passoré dans la région Nord au Burkina Faso.

## Géographie
Kona est la principale localité du département de par sa population et son activité. Elle se trouve à 7 km au nord du centre de Pilimpikou, le chef-lieu du département, et à environ 28 km au sud de Yako.

## Santé et éducation
Kona accueille un centre de santé et de promotion sociale (CSPS) avec une maternité tandis que le centre médical avec antenne chirurgicale (CMA) de la province se trouve à Yako.